# 121-punktsprogrammet
121-punktsprogrammet eller 121:an var ett politiskt samarbetsavtal mellan Socialdemokraterna och Miljöpartiet och Vänsterpartiet som upprättades efter Riksdagsvalet i Sverige 2002 och ledde till att Göran Persson kunde sitta kvar som statsminister.
Programmet offentliggjordes inte, men var inte heller direkt hemligt. Miljöpartiet och Vänsterpartiet ingick inte i regeringen, men hade tjänstemän i Regeringskansliet.
Stefan Stern, vid tiden statssekreterare, beskrev umgängesformerna som kaotiska.